# Трігерос-дель-Вальє
Трігерос-дель-Вальє (ісп. Trigueros del Valle) — муніципалітет в Іспанії, у складі автономної спільноти Кастилія-і-Леон, у провінції Вальядолід. Населення — 339 осіб (2010).
Муніципалітет розташований на відстані близько 180 км на північний захід від Мадрида, 21 км на північ від Вальядоліда.

## Демографія
Динаміка населення (INE ):